# Saint-Léon-sur-Vézère
Pour les articles homonymes, voir Saint-Léon.
Saint-Léon-sur-Vézère est une commune française située dans le département de la Dordogne, en région Nouvelle-Aquitaine. La commune fait partie du canton de la Vallée de l'Homme (et auparavant du canton de Montignac).
Elle fait partie de l'association « Les Plus Beaux Villages de France ».

## Géographie

### Généralités
La commune de Saint-Léon-sur-Vézère, traversée par le 45e parallèle nord, est de ce fait située à égale distance du pôle Nord et de l'équateur terrestre (environ 5 000 km).
Au sud-est du département de la Dordogne, en Périgord noir, elle est, comme son nom l'indique, arrosée par la Vézère qui y forme deux méandres successifs. Elle est membre de l'association « Les Plus Beaux Villages de France » depuis 1983.
Le village de Saint-Léon-sur-Vézère, au bord de la rivière et traversé par la route départementale 66, se situe, en distances orthodromiques, huit kilomètres au sud-ouest de Montignac-Lascaux et onze kilomètres au nord-est des Eyzies.
La commune est également desservie par la route départementale 706 qui longe la Vézère en rive droite, et par la route départementale 45 au nord.
Le sentier de grande randonnée GR 36 traverse le territoire communal sur plus de cinq kilomètres.

### Communes limitrophes
Saint-Léon-sur-Vézère est limitrophe de six autres communes. Au sud-ouest, son territoire est distant d'une trentaine de mètres de celui de Tursac.
| Plazac  | Fanlac                | Thonac  |
|         | Saint-Léon-sur-Vézère |         |
| Fleurac | Peyzac-le-Moustier    | Sergeac |

### Géologie et relief

#### Géologie
Situé sur la plaque nord du Bassin aquitain et bordé à son extrémité nord-est par une frange du Massif central, le département de la Dordogne présente une grande diversité géologique. Les terrains sont disposés en profondeur en strates régulières, témoins d'une sédimentation sur cette ancienne plate-forme marine. Le département peut ainsi être découpé sur le plan géologique en quatre gradins différenciés selon leur âge géologique. Saint-Léon-sur-Vézère est située dans le troisième gradin à partir du nord-est, un plateau formé de calcaires hétérogènes du Crétacé.
Les couches affleurantes sur le territoire communal sont constituées de formations superficielles du Quaternaire et de roches sédimentaires datant pour certaines du Cénozoïque, et pour d'autres du Mésozoïque. La formation la plus ancienne, notée c3b-c, date du Coniacien moyen à supérieur, composée de calcaires bioclastiques grossiers et quartzeux jaunes à bryozoaires et  gastéropodes, à niveaux gréseux (formation des Eyzies). La formation la plus récente, notée CFvs, fait partie des formations superficielles de type colluvions carbonatées de vallons secs : sable limoneux à débris calcaires et argile sableuse à débris. Le descriptif de ces couches est détaillé dans  les feuilles « no 783 - Thenon » et « no 784 - Terrasson » de la carte géologique au 1/50 000 de la France métropolitaine, et leurs notices associées,.

Carte géologique de Saint-Léon-sur-Vézère.

#### Relief et paysages
Le département de la Dordogne se présente comme un vaste plateau incliné du nord-est (491 m, à la forêt de Vieillecour dans le Nontronnais, à Saint-Pierre-de-Frugie) au sud-ouest (2 m à Lamothe-Montravel). L'altitude du territoire communal varie quant à elle entre 62 mètres au sud-ouest, là où la Vézère quitte la commune pour entrer sur celle de Peyzac-le-Moustier, et 260 mètres au nord, près du lieu-dit Argiller, en limite de la commune de Plazac.
Dans le cadre de la Convention européenne du paysage entrée en vigueur en France le 1er juillet 2006, renforcée par la loi du 8 août 2016 pour la reconquête de la biodiversité, de la nature et des paysages, un atlas des paysages de la Dordogne a été élaboré sous maîtrise d’ouvrage de l’État et publié en octobre 2020. Les paysages du département s'organisent en huit unités paysagères,. La commune fait partie du Périgord noir, un paysage vallonné et forestier, qui ne s’ouvre que ponctuellement autour de vallées-couloirs et d’une multitude de clairières de toutes tailles. Il s'étend du nord de la Vézère au sud de la Dordogne (en amont de Lalinde) et est riche d’un patrimoine exceptionnel.
La superficie cadastrale de la commune publiée par l'Insee, qui sert de référence dans toutes les statistiques, est de 13,76 km2,. La superficie géographique, issue de la BD Topo, composante du Référentiel à grande échelle produit par l'IGN, est quant à elle de 13,84 km2.

### Hydrographie

#### Réseau hydrographique
La commune est située dans le bassin de la Dordogne au sein du Bassin Adour-Garonne. Elle est drainée par la Vézère qui constitue un réseau hydrographique de plus de 8 km de longueur totale,.
La Vézère, d'une longueur totale de 211,2 km, prend sa source en Corrèze dans la commune de Meymac et se jette dans la Dordogne — dont elle est l'un des principaux affluents — en rive droite, à Limeuil, face à Alles-sur-Dordogne,. Elle traverse la commune de l'est au sud-ouest, lui servant de limite naturelle sur près de quatre kilomètres et demi en deux tronçons, face à Thonac, Sergeac et Peyzac-le-Moustier.

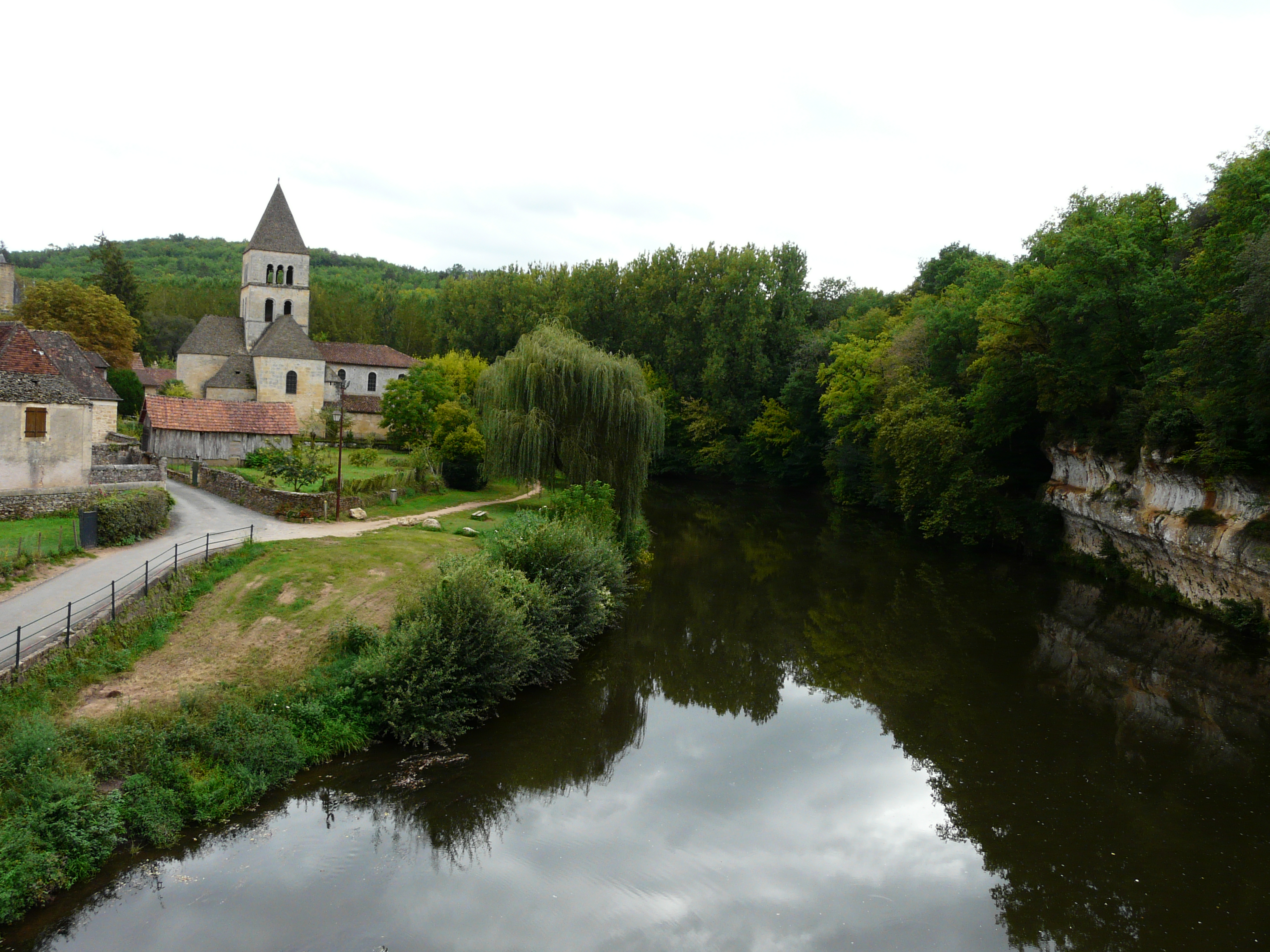
La Vézère au niveau du bourg.
Réseaux hydrographique et routier de Saint-Léon-sur-Vézère.

#### Gestion et qualité des eaux
Le territoire communal est couvert par le schéma d'aménagement et de gestion des eaux (SAGE) « Vézère-Corrèze ». Ce document de planification, dont le territoire regroupe les bassins versants de la Vézère et de la Corrèze, d'une superficie de 3 730 km2 est en cours d'élaboration. La structure porteuse de l'élaboration et de la mise en œuvre est le conseil départemental de la Corrèze. Il définit sur son territoire les objectifs généraux d’utilisation, de mise en valeur et de protection quantitative et qualitative des ressources en eau superficielle et souterraine, en respect des objectifs de qualité définis dans le troisième SDAGE  du Bassin Adour-Garonne qui couvre la période 2022-2027, approuvé le 10 mars 2022.
La qualité des eaux de baignade et des cours d’eau peut être consultée sur un site dédié géré par les agences de l’eau et l’Agence française pour la biodiversité.

### Climat
Pour des articles plus généraux, voir Climat de la Nouvelle-Aquitaine et Climat de la Dordogne.
Historiquement, la commune est exposée à un climat océanique aquitain.  
En 2020, Météo-France publie une typologie des climats de la France métropolitaine dans laquelle la commune est exposée à un climat océanique altéré et est dans une zone de transition entre les régions climatiques « Aquitaine, Gascogne » et « Ouest et nord-ouest du Massif Central ». La première est caractérisée par une pluviométrie abondante au printemps, modérée en automne, un faible ensoleillement au printemps, un été chaud (19,5 °C), des vents faibles, des brouillards fréquents en automne et en hiver et des orages fréquents en été (15 à 20 jours).  La seconde présente une pluviométrie annuelle de 900 à 1 500 mm, maximale en automne et en hiver.
Pour la période 1971-2000, la température annuelle moyenne est de 13 °C, avec  une amplitude thermique annuelle de 15 °C. Le cumul annuel moyen de précipitations est de 879 mm, avec 12,5 jours de précipitations en janvier et 7 jours en juillet. Pour la période 1991-2020, la température moyenne annuelle observée sur la station météorologique la plus proche, située sur la commune de Thenon à 14 km à vol d'oiseau, est de 12,9 °C et le cumul annuel moyen de précipitations est de 907,1 mm,. Pour l'avenir, les paramètres climatiques de la commune estimés pour 2050 selon différents scénarios d’émission de gaz à effet de serre sont consultables sur un site dédié publié par Météo-France en novembre 2022.

## Urbanisme

### Typologie
Au 1er janvier 2024, Saint-Léon-sur-Vézère est catégorisée commune rurale à habitat très dispersé, selon la nouvelle grille communale de densité à 7 niveaux définie par l'Insee en 2022.
Elle est située hors unité urbaine et hors attraction des villes,.

### Occupation des sols
L'occupation des sols de la commune, telle qu'elle ressort de la base de données européenne d’occupation biophysique des sols Corine Land Cover (CLC), est marquée par l'importance des territoires agricoles (50,6 % en 2018), en diminution par rapport à 1990 (52,4 %). La répartition détaillée en 2018 est la suivante : 
forêts (47,6 %), zones agricoles hétérogènes (25,3 %), prairies (18,3 %), terres arables (7 %), zones urbanisées (1,8 %). L'évolution de l’occupation des sols de la commune et de ses infrastructures peut être observée sur les différentes représentations cartographiques du territoire : la carte de Cassini (XVIIIe siècle), la carte d'état-major (1820-1866) et les cartes ou photos aériennes de l'IGN pour la période actuelle (1950 à aujourd'hui).

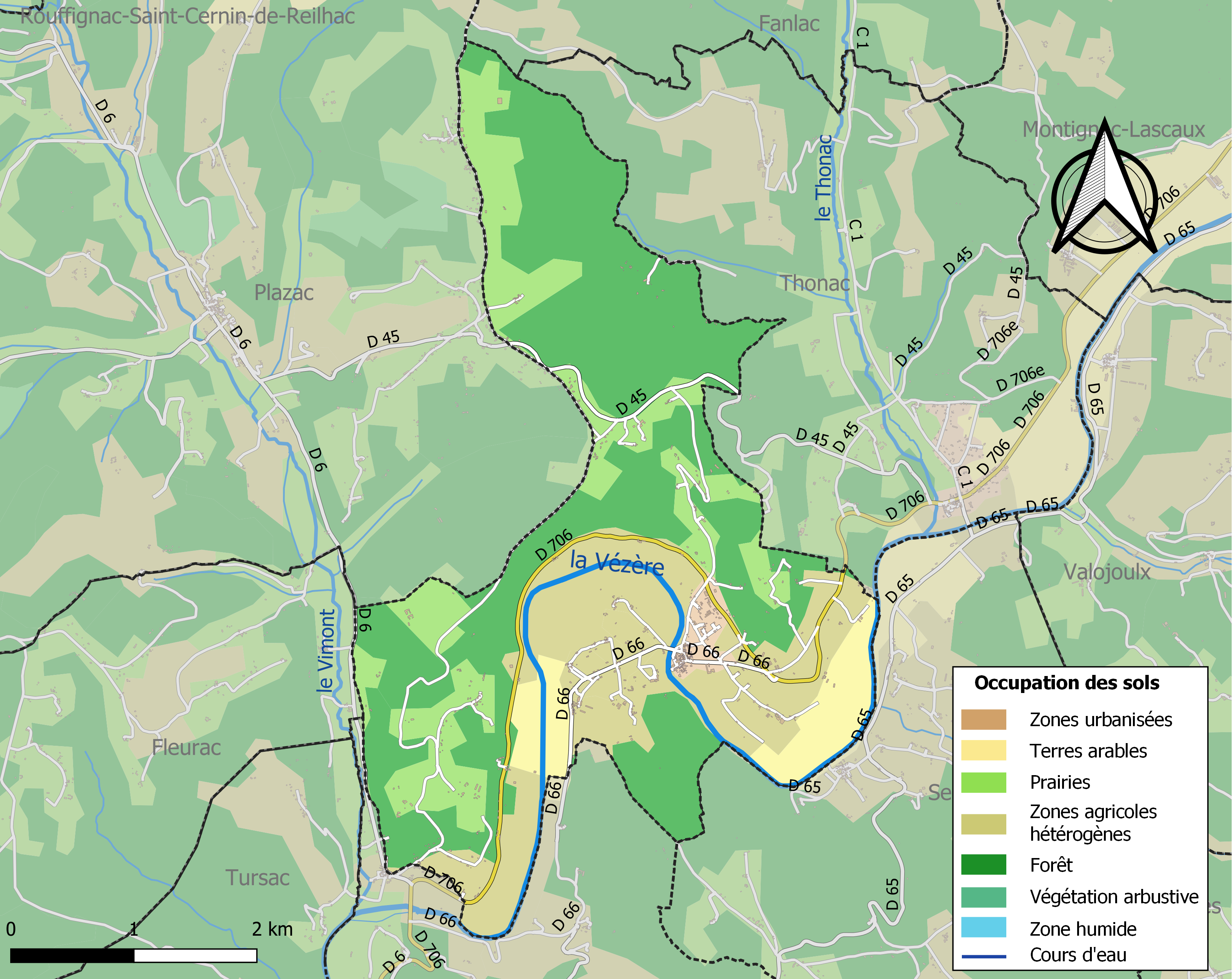
Carte des infrastructures et de l'occupation des sols de la commune en 2018 (CLC).

### Prévention des risques
Le territoire de la commune de Saint-Léon-sur-Vézère est vulnérable à différents aléas naturels : météorologiques (tempête, orage, neige, grand froid, canicule ou sécheresse), inondations, feux de forêts, mouvements de terrains et séisme (sismicité très faible). Il est également exposé à un risque technologique, la rupture d'un barrage. Un site publié par le BRGM permet d'évaluer simplement et rapidement les risques d'un bien localisé soit par son adresse soit par le numéro de sa parcelle.

#### Risques naturels
Certaines parties du territoire communal sont susceptibles d’être affectées par le risque d’inondation par débordement de cours d'eau, notamment la Vézère. La commune a été reconnue en état de catastrophe naturelle au titre des dommages causés par les inondations et coulées de boue survenues en 1982, 1993, 1996, 1999, 2001 et 2008,. Le risque inondation est pris en compte dans l'aménagement du territoire de la commune par le biais du plan de prévention des risques inondation (PPRI) de la « vallée de la Vézère »  approuvé le 20 décembre 2000, pour les crues de la Vézère. La crue historique la plus forte sur le secteur du PPRI pour laquelle des informations sont disponibles est la crue d’octobre 1960. Le débit de pointe de cette crue a été défini à 1 360 m3/s à Montignac, soit une période de retour d’environ 250 ans,.
Saint-Léon-sur-Vézère est exposée au risque de feu de forêt. L’arrêté préfectoral du 14 mars 2013 fixe les conditions de pratique des incinérations et de brûlage dans un objectif de réduire le risque de départs d’incendie. À ce titre, des périodes sont déterminées : interdiction totale du 15 février au 15 mai et du 15 juin au 15 octobre, utilisation réglementée du 16 mai au 14 juin et du 16 octobre au 14 février. En septembre 2020, un plan inter-départemental de protection des forêts contre les incendies (PidPFCI) a été adopté pour la période 2019-2029,.

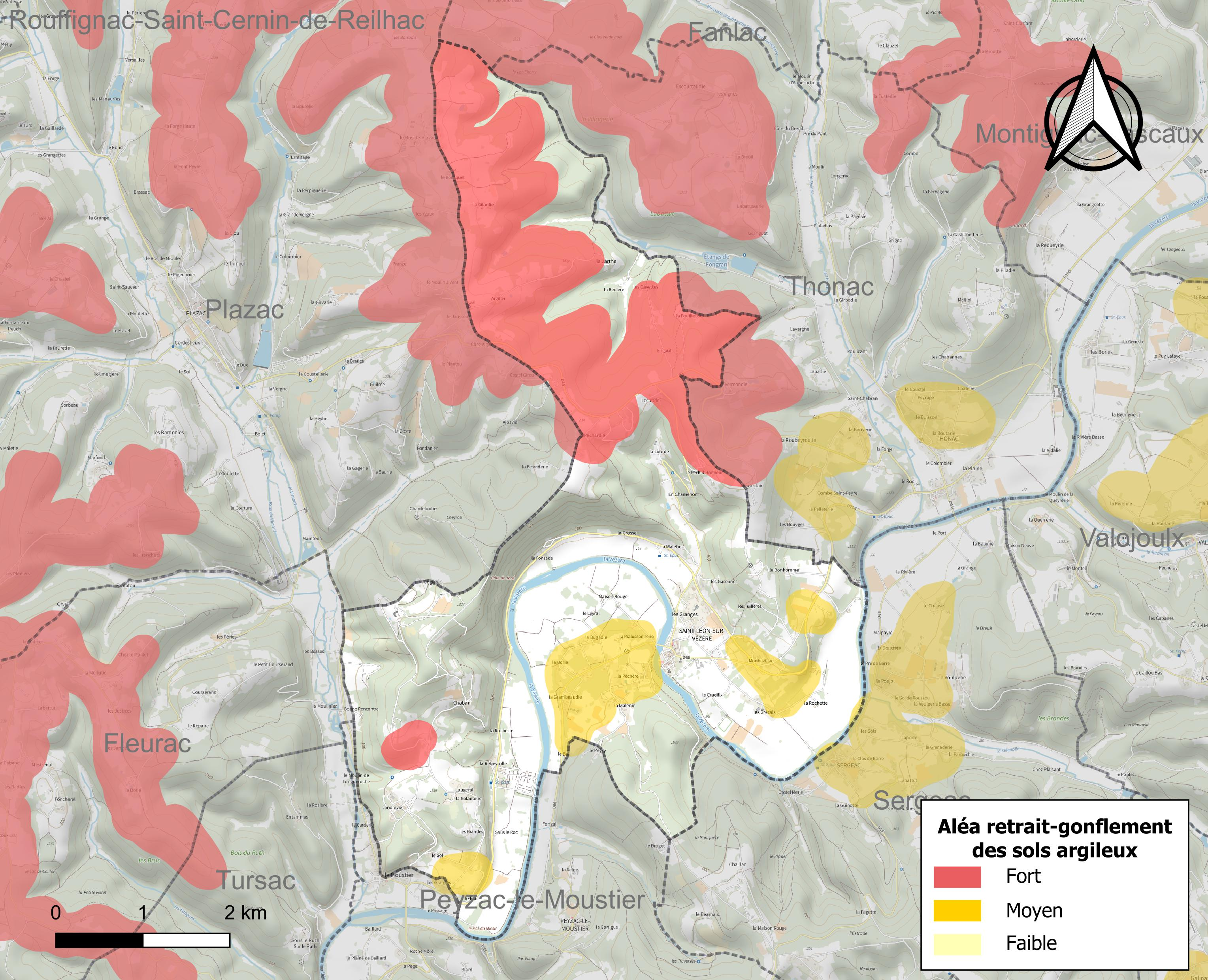
Carte des zones d'aléa retrait-gonflement des sols argileux de Saint-Léon-sur-Vézère.

Les mouvements de terrains susceptibles de se produire sur la commune sont des tassements différentiels. Le retrait-gonflement des sols argileux est susceptible d'engendrer des dommages importants aux bâtiments en cas d’alternance de périodes de sécheresse et de pluie. 33,9 % de la superficie communale est en aléa moyen ou fort (58,6 % au niveau départemental et 48,5 % au niveau national métropolitain). Depuis le 1er octobre 2020, en application de la loi ÉLAN, différentes contraintes s'imposent aux vendeurs, maîtres d'ouvrages ou constructeurs de biens situés dans une zone classée en aléa moyen ou fort,.
La commune a été reconnue en état de catastrophe naturelle au titre des dommages causés par la sécheresse en 1989 et par des mouvements de terrain en 1999.

#### Risque technologique
La commune est en outre située en aval du barrage de Monceaux la Virolle, un ouvrage de classe A situé dans le département de la Corrèze et faisant l'objet d'un PPI depuis 2009. À ce titre elle est susceptible d’être touchée par l’onde de submersion consécutive à la rupture d'un de ces ouvrages.

## Toponymie
Le nom de la commune se réfère à saint Léonce et à la Vézère, important affluent de la Dordogne et rivière qui arrose le territoire communal.
Ses habitants se nomment les Saint-Léonais,.
En occitan, la commune porte le nom de Sent Lèon de Vesera.

## Histoire

### Préhistoire
Au lieu-dit Belcayre à environ 1,2 km au nord-est de Saint-Léon, près du château de Belcayre, en limite de Thonac au nord-est et Sergeac à l’est, le long de la Vézère, se trouvent quatre gisements paléolithiques. D'amont vers l'aval :
- un gisement magdalénien pratiquement à l'aplomb du château de Belcayre - Delage l’appelle « le lieu inondé »[50] ;
- un abri effondré avec trois niveaux : moustérien, aurignacien et magdalénien : « l'abri de la Métairie »[50] ;
- un petit abri détruit par une très ancienne carrière et par la création d'un petit chemin passant au-dessus de la métairie[50] ;
- un gisement aurignacien, « l'abri de la gravure du Renne », dans une zone d'éboulis 150 mètres en aval[50].

Ces abris ont été découverts vers 1872-1874 par Alain Reverdit. Ses collections dispersées se retrouvent au British Museum (une vingtaine de lames en feuilles, dont deux du Solutréen I), au musée d'Art et d'Archéologie du Périgord (Périgueux ; deux fragments de « feuilles de laurier » et un tronçon de flèche à cran).
L'abbé Landesque a fouillé pendant quelques jours vers 1900 l'abri de la Métairie, mais n'a laissé aucun écrit à ce sujet.
Dans le prolongement de Belcayre, l'abri de la Rochette, classé monument historique en 1932, a livré du Moustérien, du Châtelperronien et de l'Aurignacien,. Une des pièces de vestiges humains trouvés par Otto Hauser en 1910 a été datée  (datation absolue SMA) au Gravettien supérieur.

### Époque gallo-romaine
Le lieu a connu une implantation gallo-romaine.

### Moyen Âge
Un prieuré bénédictin dépendant de l'abbaye de Sarlat s'installe sur le territoire communal actuel au XIIe siècle.
La première mention écrite connue du lieu remonte au XIIIe siècle sous la forme Sanctus Leontius. C'est de cette époque que date le château de Chaban, détruit au XIVe siècle et reconstruit lors des deux siècles suivants.

### Époque moderne
Le manoir de la Salle est construit au XVe siècle et le château de Clérans au XVIe siècle. Le château de Belcayre daterait du XVe siècle.

### Époque contemporaine
Le 29 juin 1944, la 111e division blindée allemande, en route vers la Normandie, abat un résistant à Saint-Léon-sur-Vézère et y fusille deux autres personnes.
De jeunes résistants Francs-tireurs et partisans, seront formés au maniement des armes et explosifs par des instructeurs républicains à Saint-Léon sur-Vézère, à l’Espicerie et à Combareytier.
Francisco Coy dit Pistolete était l’un d’eux, un officier républicain espagnol gradé qui a grandement aidé les maquisards à la libération des territoires occupés.

## Politique et administration

### Administration municipale
La population de la commune étant comprise entre 100 et 499 habitants au recensement de 2017, onze conseillers municipaux ont été élus en 2020,.

### Liste des maires
| Période                                  | Période      | Identité           | Étiquette | Qualité                                       |
| ---------------------------------------- | ------------ | ------------------ | --------- | --------------------------------------------- |
| Les données manquantes sont à compléter. |              |                    |           |                                               |
|                                          |              |                    |           |                                               |
|                                          | 1982         | René Lajoie        |           |                                               |
| 1982                                     |              | Maurice Lespinasse |           |                                               |
|                                          |              |                    |           |                                               |
| mars 2001                                | mars 2014    | François Bruno     | SE        | Retraité de la fonction publique hospitalière |
| mars 2014                                | juillet 2020 | Frédéric Malvaud   | PS        | Enseignant                                    |
| juillet 2020                             | En cours     | Yannick Dalbavie   | SE        | Agent général en assurances                   |

### Politique environnementale
Dans son palmarès 2024, le Conseil national de villes et villages fleuris de France a attribué deux fleurs à la commune.

## Équipements et services publics

### Enseignement
En 2013, Saint-Léon-sur-Vézère est organisée en regroupement pédagogique intercommunal (RPI) avec les communes de Peyzac-le-Moustier et Plazac au niveau des classes de maternelle et de primaire. La commune se charge des classes de maternelle et  cours préparatoire. Les classes de cours élémentaire et de cours moyen ont lieu à Plazac.

### Justice
En 2023, dans le domaine judiciaire, Saint-Léon-sur-Vézère relève : 
- du tribunal judiciaire, du tribunal pour enfants, du conseil de prud'hommes et du tribunal de commerce de Périgueux ;
- du pôle Nationalité du tribunal judiciaire de Périgueux (compétent uniquement dans le domaine de la nationalité) ;
- de la cour d'appel, du tribunal administratif et de la  cour administrative d'appel de Bordeaux.

## Population et société

### Démographie
Les habitants de Saint-Léon-sur-Vézère se nomment les Saint-Léonnais.
L'évolution du nombre d'habitants est connue à travers les recensements de la population effectués dans la commune depuis 1793. Pour les communes de moins de 10 000 habitants, une enquête de recensement portant sur toute la population est réalisée tous les cinq ans, les populations de référence des années intermédiaires étant quant à elles estimées par interpolation ou extrapolation. Pour la commune, le premier recensement exhaustif entrant dans le cadre du nouveau dispositif a été réalisé en 2006.

En 2022, la commune comptait 430 habitants, en évolution de +0,23 % par rapport à 2016 (Dordogne : +0,37 %, France hors Mayotte : +2,11 %).
| 1793 | 1800 | 1806 | 1821 | 1831  | 1836 | 1841 | 1846  | 1851 |
| ---- | ---- | ---- | ---- | ----- | ---- | ---- | ----- | ---- |
| 859  | 830  | 886  | 970  | 1 015 | 915  | 937  | 1 067 | 927  |

| 1856  | 1861  | 1866  | 1872  | 1876  | 1881 | 1886 | 1891 | 1896 |
| ----- | ----- | ----- | ----- | ----- | ---- | ---- | ---- | ---- |
| 1 000 | 1 030 | 1 093 | 1 068 | 1 102 | 931  | 822  | 743  | 700  |

| 1901 | 1906 | 1911 | 1921 | 1926 | 1931 | 1936 | 1946 | 1954 |
| ---- | ---- | ---- | ---- | ---- | ---- | ---- | ---- | ---- |
| 665  | 670  | 670  | 564  | 538  | 507  | 505  | 439  | 377  |

| 1962 | 1968 | 1975 | 1982 | 1990 | 1999 | 2006 | 2011 | 2016 |
| ---- | ---- | ---- | ---- | ---- | ---- | ---- | ---- | ---- |
| 319  | 345  | 334  | 390  | 427  | 419  | 434  | 414  | 429  |

| 2021 | 2022 | - | - | - | - | - | - | - |
| ---- | ---- | - | - | - | - | - | - | - |
| 426  | 430  | - | - | - | - | - | - | - |

### Manifestations culturelles et festivités
Depuis 1983, l’église accueille plusieurs concerts du festival de musique du Périgord noir en août.
Depuis 2006, l'église accueille une ou deux représentations du Festival Più di Voce en Périgord, fin juillet ou début août).
Depuis 2001, la Rando Silex, randonnée en VTT, mais aussi pédestre, organisée par le club Vélo Silex, attire le premier dimanche d'octobre de nombreux concurrents (1 300 vététistes et 200 marcheurs en 2016 pour la 16e édition).

## Économie

### Emploi
En 2015, parmi la population communale comprise entre 15 et 64 ans, les actifs représentent 185 personnes, soit 43,2 % de la population municipale. Le nombre de chômeurs (vingt-neuf) a augmenté par rapport à 2010 (vingt-sept) et le taux de chômage de cette population active s'établit à 15,4 %.

### Établissements
Au 31 décembre 2015, la commune compte 90 établissements, dont cinquante-huit au niveau des commerces, transports ou services, quinze relatifs au secteur administratif, à l'enseignement, à la santé ou à l'action sociale, sept dans l'agriculture, la sylviculture ou la pêche, six dans la construction, et quatre dans l'industrie.

### Entreprises
Dans le secteur du BTP, parmi les entreprises dont le siège social est en Dordogne, l' « Entreprise de travaux publics Estardier » (travaux de terrassement courants et travaux préparatoires), implantée à Saint-Léon-sur-Vézère, se classe en 44e position quant au chiffre d'affaires hors taxes en 2015-2016, avec 2 719 k€.

## Culture locale et patrimoine

### Lieux et monuments
- Abris du Moustier, sites préhistoriques ayant donné leur nom au Moustérien
- Château de Chaban, XIIIe XVe et XVIe siècles, inscrit au titre des monuments historiques[57], visitable.
- Château de Clérans, XVIe siècle, au bord de la Vézère[81].
- Manoir de la Salle, XVe siècle, privé. Il est classé au titre des monuments historiques pour ses façades et toitures depuis 1957 alors que le prieuré qui lui est attenant est inscrit depuis 1941[58].
- Église romane Saint-Léonce, XIIe siècle, couverte de lauzes, classée en 1942[82],[83]. L'église[84] appartient à un prieuré bénédictin dont la plus ancienne mention date d'une bulle du pape Eugène III de 1153. Elle a été construite sur le site d'une villa gallo-romaine. Le prieuré dépend alors de l'abbaye de Sarlat. Le prieur Guillaume de Sendreux devient évêque de Sarlat en 1333. Pendant les guerres de Religion les protestants s'installent dans l'église. Ils sont chassés par Jean de Losse, seigneur du lieu. L'église, ébranlée par une crue en 1961, a été restaurée par l'architecte Yves-Marie Froidevaux. L'église a un plan de croix latine avec abside et absidioles voûtées en cul-de-four à chaque croisillon du transept. La nef est charpentée. Les recherches archéologiques faites en 1961 et 1962, à l'occasion de la campagne de restauration de l'église, ont mis au jour des murs de constructions romaines sous l'église[85]. En 2023, certaines scènes de la série télévisée Fortune de France ont été tournées à l'extérieur de l'église[86].
- Cimetière avec chapelle du XIVe siècle, enclos  et enfeus du XIIIe siècle, classé en 1942[87].
- Trois gisements préhistoriques remarquables : Sous le Roc, classé en 1912[88], le Moustier, classé en 1932[89], et la Rochette, également classé en 1932[90],[91].
- Parc du Conquil[92] avec site troglodytique, reproduction de dinosaures à taille réelle et parcours accrobranche[93]. En 2023, 33 000 personnes ont visité le site[94].
- Panorama de la Côte de Jor.
- Centre bouddhiste Dhagpo Kagyu Ling[95], créé en 1975[96].
- Le manoir et la tour de la Vermondie, limitrophes de Saint-Léon-sur-Vézère, se trouvent sur la commune de  Thonac

Galerie
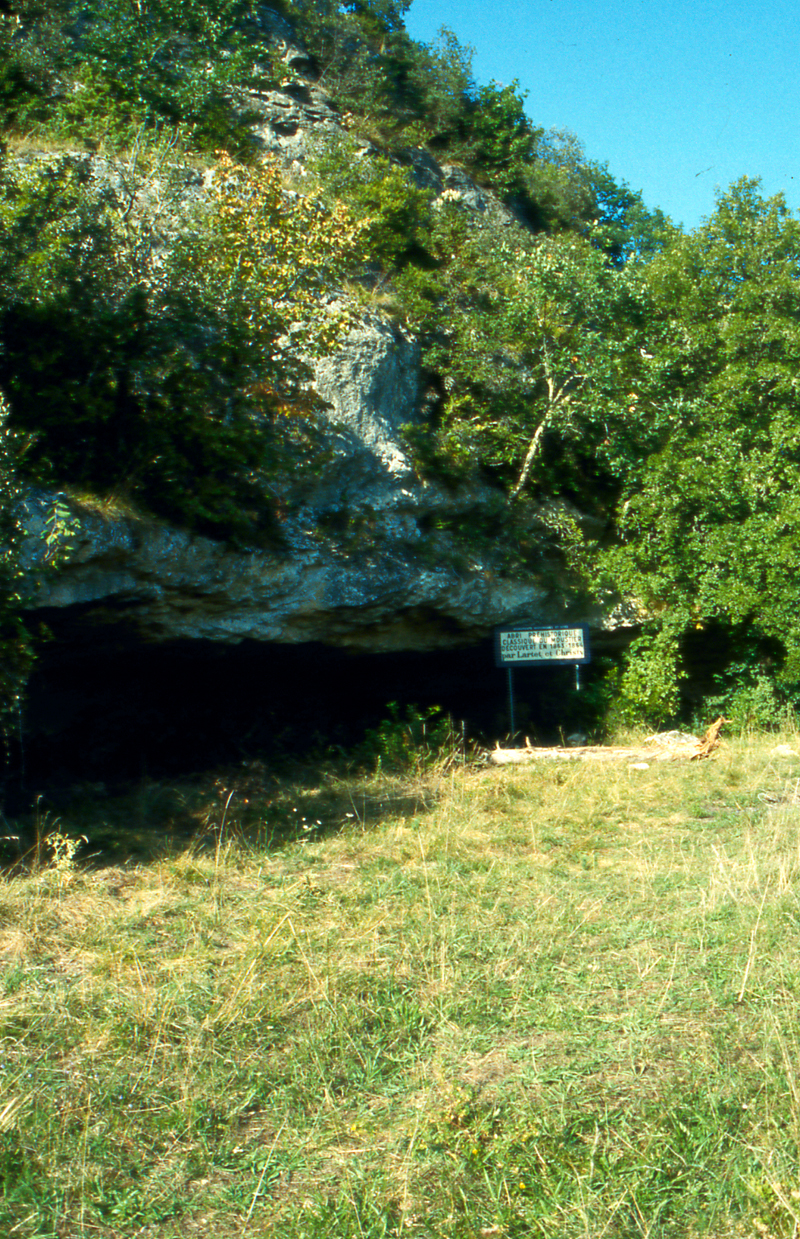
Abris du Moustier.
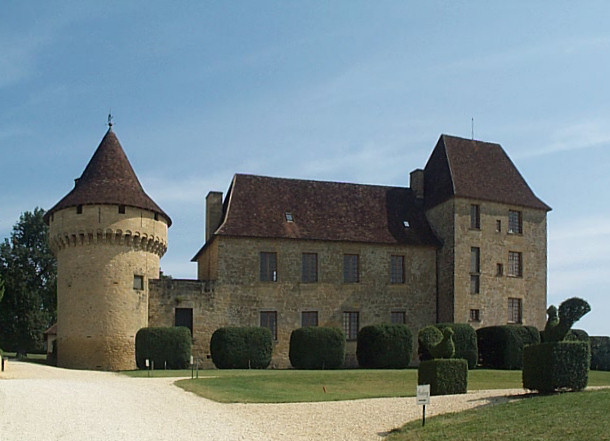
Château de Chaban.
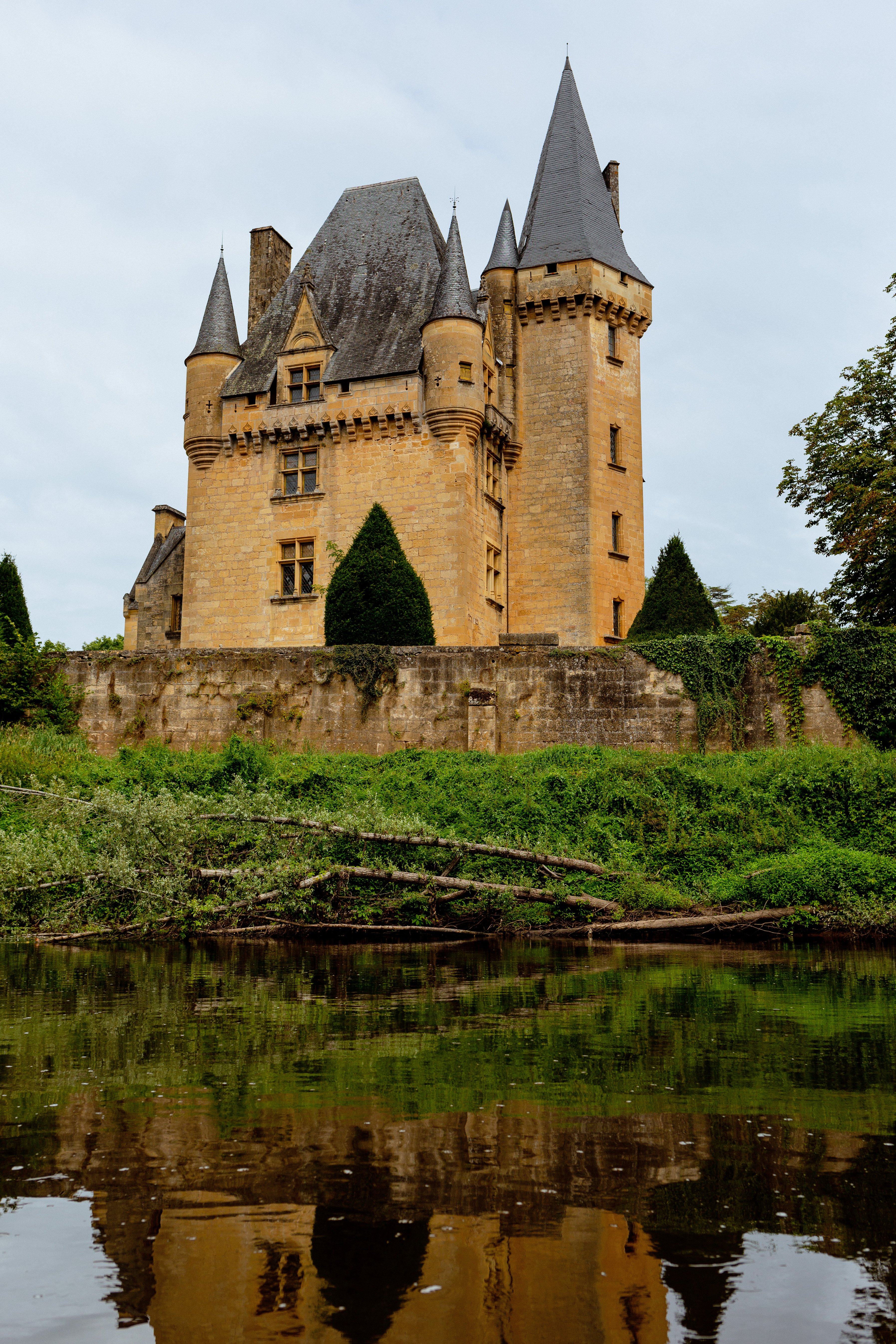
Château de Clérans.
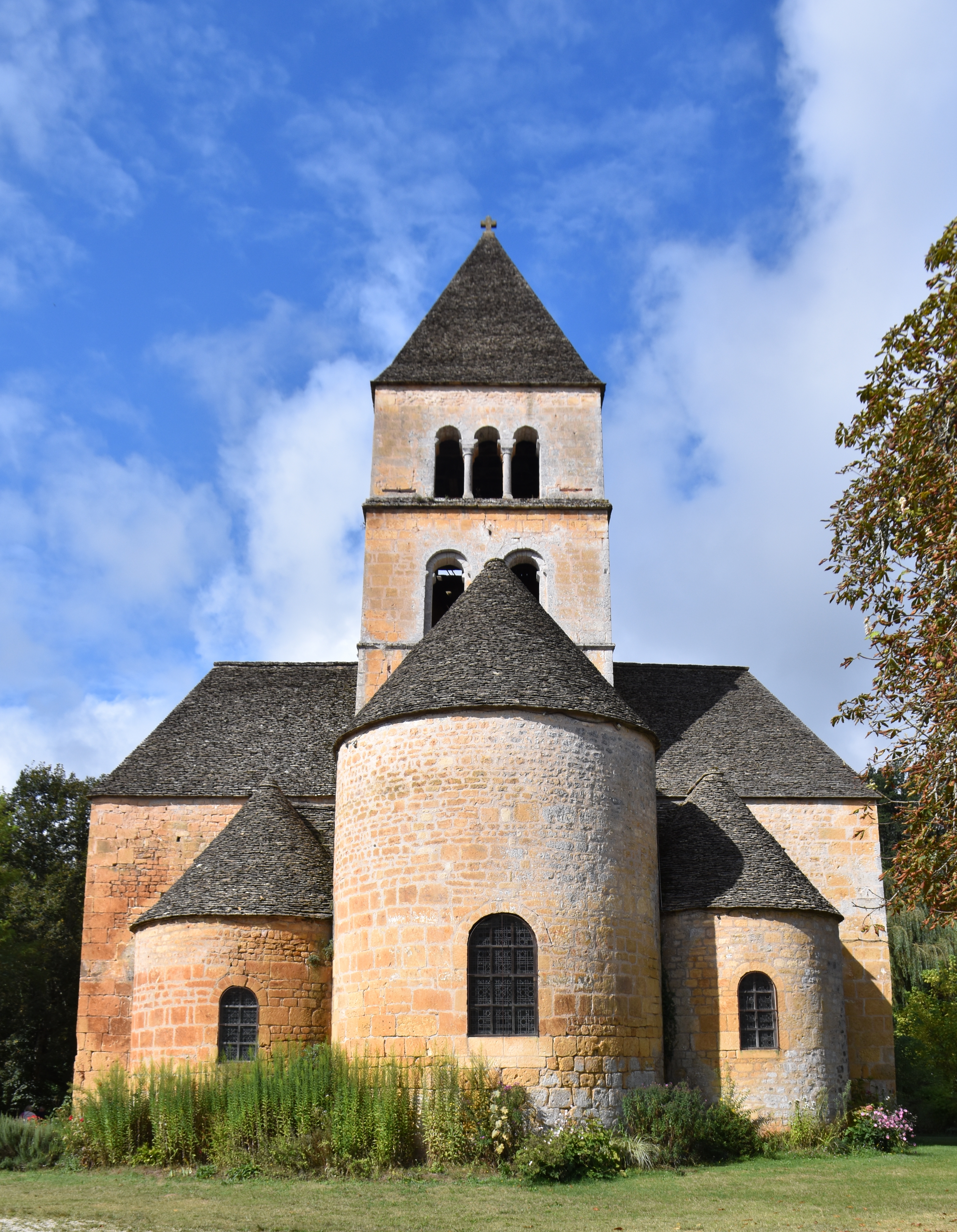
L'église romane Saint-Léonce.
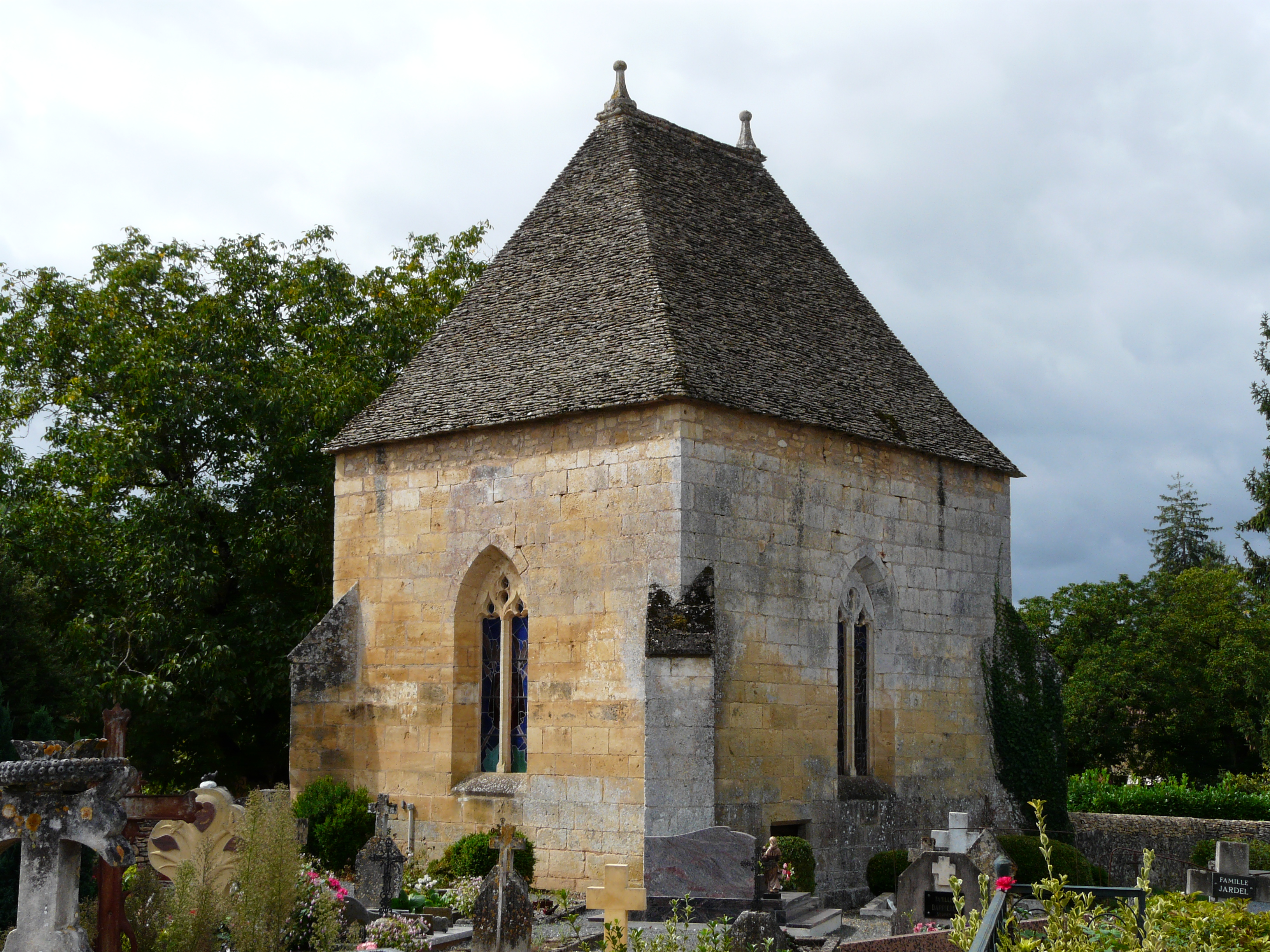
Chapelle du cimetière.
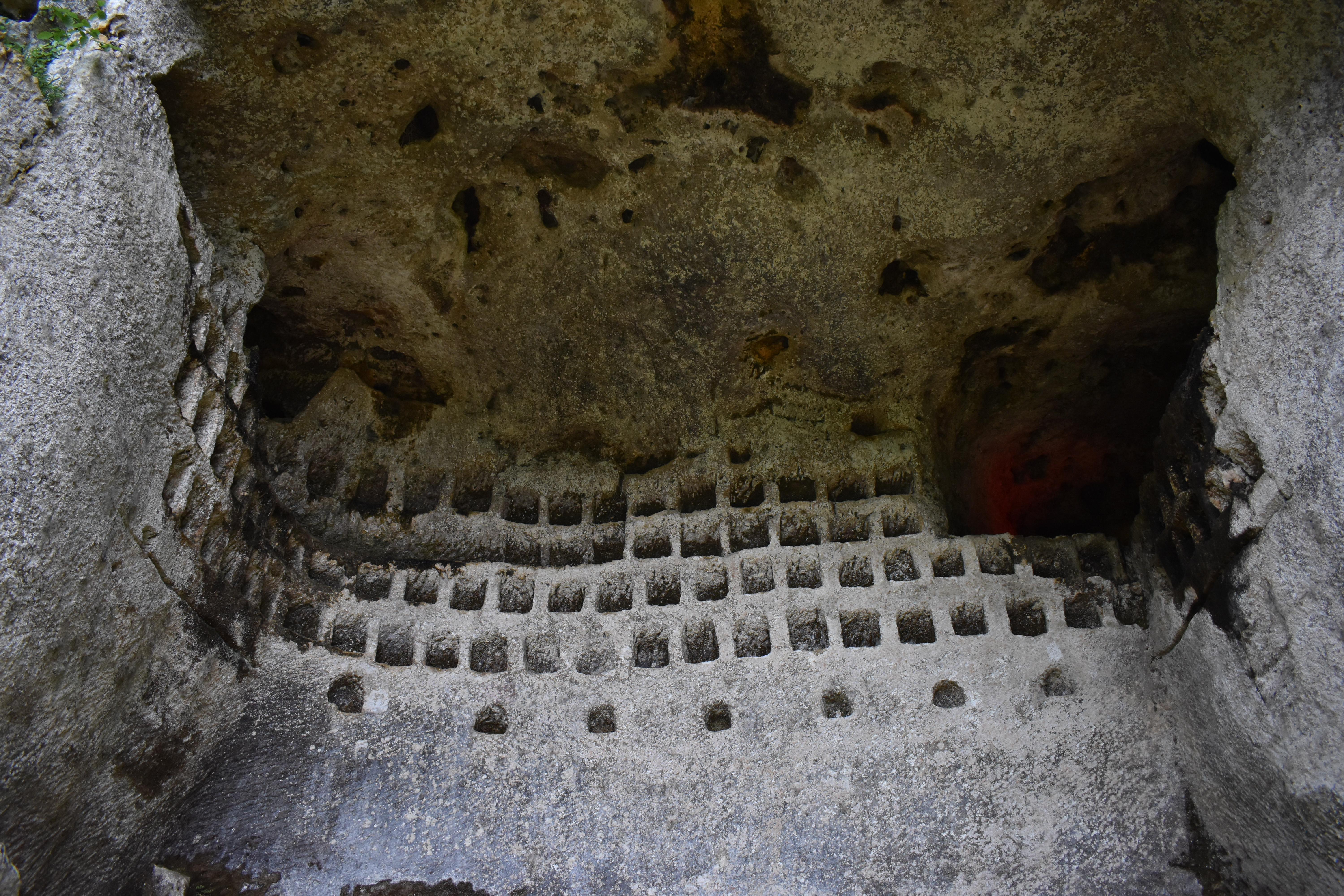
Le Conquil, site troglodyte.
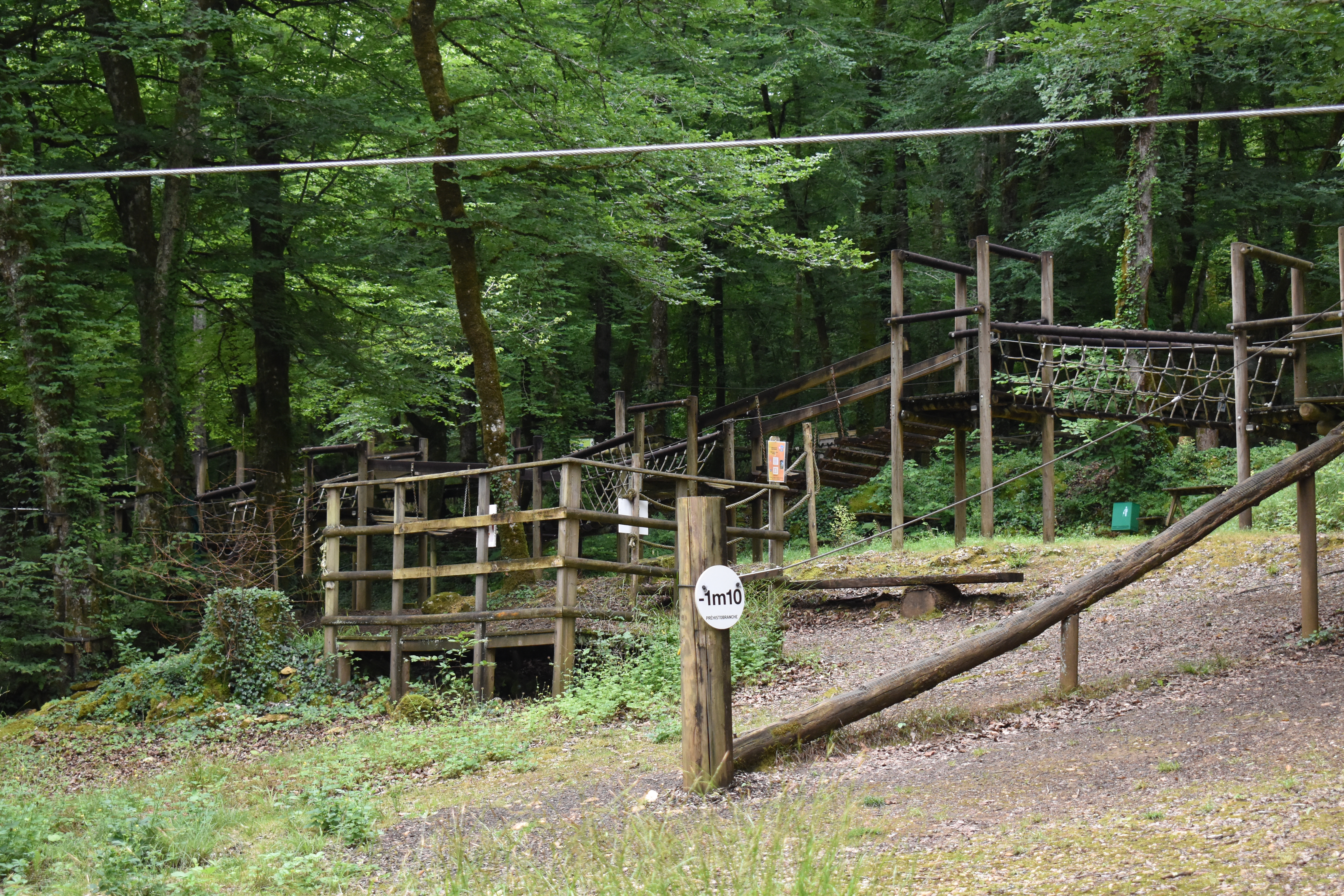
Préhistobranche, parc d'accrobranche.
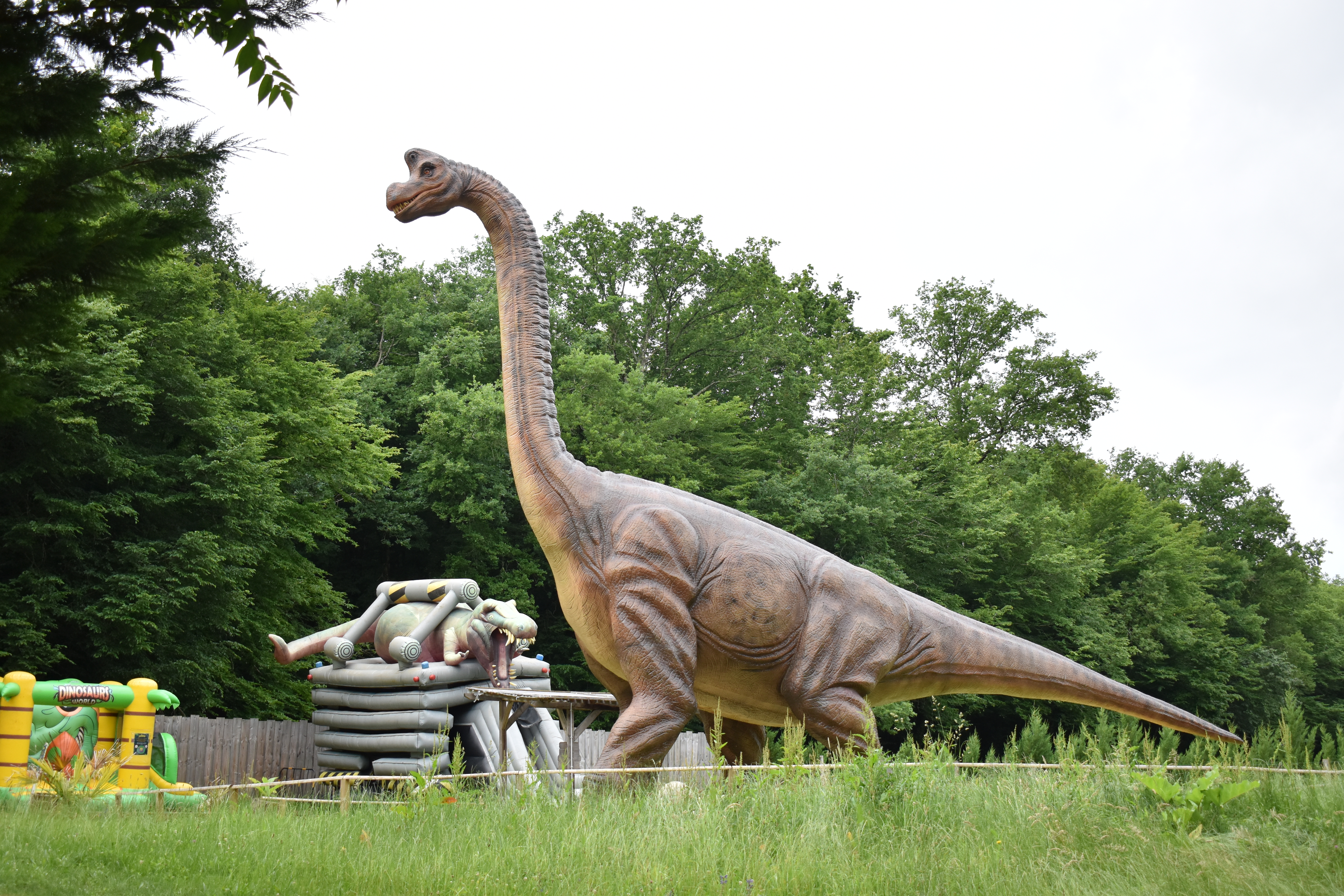
Parc aux dinosaures.
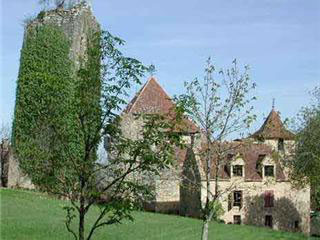
Manoir et la tour de la Vermondie.

### Personnalités liées à la commune
- Patrick Carré, sinologue et tibétologue, traducteur, essayiste et écrivain français.
- Jacques Chaban-Delmas (1915-2000) : c’est à Saint-Léon-sur-Vézère en 1943 que cet homme d'État a été inspiré pour son nom de résistant, « Chaban », parce que, a-t-il confié dans « Mémoires pour demain », se promenant à travers la campagne, il avait identifié au départ d'un chemin un écriteau « Château de Chaban ».

### Philatélie
Le 10 mai 2023, La Poste a émis un bloc collector de 8 timbres à validité permanente pour lettre verte sur le thème « Limousin - Périgord - Terres de rivières » dont l'un des timbres représente la Vézère à Saint-Léon-sur-Vézère.

## Pour approfondir